# 究極!絶対領域!!コレクション
『究極!絶対領域!!コレクション〜メイド衣装編〜』（きゅうきょく!ぜったいりょういき!!コレクション メイドいしょうへん）は、2008年12月に泰文堂（アース･スターブックス）から発行されたアキバ系の写真集とDVD。

## 作品概要
アイドル・グラビアモデル・女優でも無い、秋葉原のメイドを扱った写真集とDVD。同人系の写真集やDVDは作られていたが、書籍として全国流通する写真集としては初の秋葉原メイド写真集となった（DVDのみは、過去にも発売された事がある）。アキバ系のコスプレイヤー・地下アイドル・秋葉原ガイド本・メイドカフェムック本は過去にも発売されていたが、秋葉原メイドで“絶対領域”をテーマにした写真集とDVDは珍しく、ネットニュース（学研TVLIFE・アキバ経済新聞）やスポーツ新聞（東京中日スポーツ・夕刊フジ）に取り上げられた。マスコミの効果かネット販売と秋葉原では好評だったが、全国的には認知度が低いマニア本的存在に留まる。DVDの正式タイトルは、『究極!絶対領域!!コレクションDVD〜メイド衣装編〜』となり、写真集とは少し異なる。

## 出演者
- ぴっち（@home cafe）[1][2]
- ありさ（Cafe Mai:lish[脚注 1]）[1][2]
- 姫乃クララ（メイドカフェぴなふぉあ）[1][2]
- 内川にいな（元・ミアカフェ）[1][2]
- NeNe（元・幻燈館※撮影時所属：メイドカフェぴなふぉあ）[1][2]
- 藤原夏姫（Emilyモデル※元・@home cafe）[1][2]
- 川内亜架音（JAM※元・@home cafe）[1][2]
- 柚河晴輝（地下アイドル※元・@home cafe）[1][2]

※2009年5月1日現在

## スタッフ
- カメラマン：東堂太郎
- ヘアーメイク：河村知也・田中美緒子・松本江理子
- スタイリスト：竹下大祐
- プロデューサー：郷本壮
- 監督：高山大輔
- 制作協力：ミューズクリエイト

※写真集・DVDより抜粋